# Marules
|  | Per a altres significats, vegeu «Marules (catepà d'Itàlia)». |

Marules fou un militar romà d'Orient que, amb el títol de gran arcont, comandà les tropes romanes d'Orient formant brigada amb la Companyia Catalana d'Orient de Roger de Flor durant la campanya militar contra els turcs d'Anatòlia.